# L'impresario d'opera
L'impresario d'opera és una òpera en tres actes composta per Pietro Alessandro Guglielmi sobre un llibret italià de Bortolamio Cavalieri. S'estrenà al Teatro Ducale de Milà la tardor de 1765.	

A Catalunya, s'estrenà el 1770 al Teatre de la Santa Creu de Barcelona.